# ريزارد بندر
ريزارد بندر (بالبولندية: Ryszard Janusz Bender)‏ هو كاتب غير روائي ومؤرخ وسياسي بولندي، ولد في 16 فبراير 1932 في لومزا في بولندا، وتوفي في 24 فبراير 2016 في لوبلين في بولندا بسبب سكتة. حزبياً، نشط في حزب العدالة والقانون البولندي.